# Mariana Esteves
Mariana Esteves (2 de abril de 1996) es una deportista guineana que compite en judo. Ganó tres medallas de oro en el Campeonato Africano de Judo entre los años 2023 y 2025.

## Palmarés internacional
| Campeonato Africano | Campeonato Africano      | Campeonato Africano | Campeonato Africano |
| Año                 | Lugar                    | Medalla             | Categoría           |
| ------------------- | ------------------------ | ------------------- | ------------------- |
| 2023                | Casablanca (Marruecos)   | Medalla de oro      | –57 kg              |
| 2024                | El Cairo (Egipto)        | Medalla de oro      | –57 kg              |
| 2025                | Abiyán (Costa de Marfil) | Medalla de oro      | –57 kg              |